# Naâman
Martin Mussard, más conocido por su nombre artístico Naâman, (Diepa, Francia, 25 de febrero de 1990-7 de febrero de 2025) fue un cantautor francés de música reggae.

## Biografía
Comenzó su carrera musical en 2010, interpretando en bares de la ciudad francesa de Caen. En el verano de 2012 actuó en el Reggae Sun Ska Festival en el pueblo girondés de Talencia, donde ganó fama en el mundo del reggae y ska francés. Ese mismo invierno viajó a Jamaica. También ha actuado en el Garance Reggae Festival (2013, Bañós de Ceser) y en el Reggae Sun Ska (2014, Burdeos). Su nombre artístico provenía del personaje bíblico Naaman El Sirio.
Falleció el 7 de febrero de 2025 a los 34 años, a causa de un tumor cerebral.

## Discografía
- 2013, Deep Rockers (EP)
- 2013, Deep Rockers, Back A Yard
- 2014, From the Deep to the Rock (CD + DVD) (en vivo)
- 2015, Rays Of Resistance
- 2015, Know Yourself (Naâman, Massy & Triple) (EP)
- 2017, Beyond (Naâman, )
- 2022, Temple Road(Naâman)